# Берт Гардінер
Берт Гардінер (англ. Bert Gardiner; 25 березня 1913, Саскатун — 28 серпня 2001, Лос-Анджелес) — канадський хокеїст, що грав на позиції воротаря.

## Ігрова кар'єра
Професійну хокейну кар'єру розпочав 1934 року.
Протягом професійної клубної ігрової кар'єри, що тривала 11 років, захищав кольори команд «Монреаль Канадієнс», «Чикаго Блекгокс», «Бостон Брюїнс» та «Нью-Йорк Рейнджерс».